# 浮羽站
浮羽站（日语：／ Ukiha eki */?）是位於福岡縣浮羽市浮羽町朝田349番3號，九州旅客鐵道（JR九州）的久大本線車站。
本站停靠部份特急「由布」，另外觀光特急列車「一六」亦在本站作20分鐘導賞停車，以及少部份由久留米站開出的區間普通列車以此起訖。
開站時稱為「筑後千足站」。民營化後，於1990年時改為「浮羽站」，該名字取自舊町名浮羽町。

## 車站構造

### 站房
木建單層站房一座，出入口設最右側，進站後即為售票大堂及售票窗口。本站是簡易委託車站，由浮羽市役所委派職員處理票務事宜。另外本站雖然為特急停車站，但卻沒有綠窗口，所以只能透過有職員當值時於售票窗口，或是使用前方的簡易式售票機購票，再在特急列車上補差額。
站房右側設有一座男、女及傷殘人士的獨立式洗手間，站房左側則為儲物室及線路繼電所。

### 月台

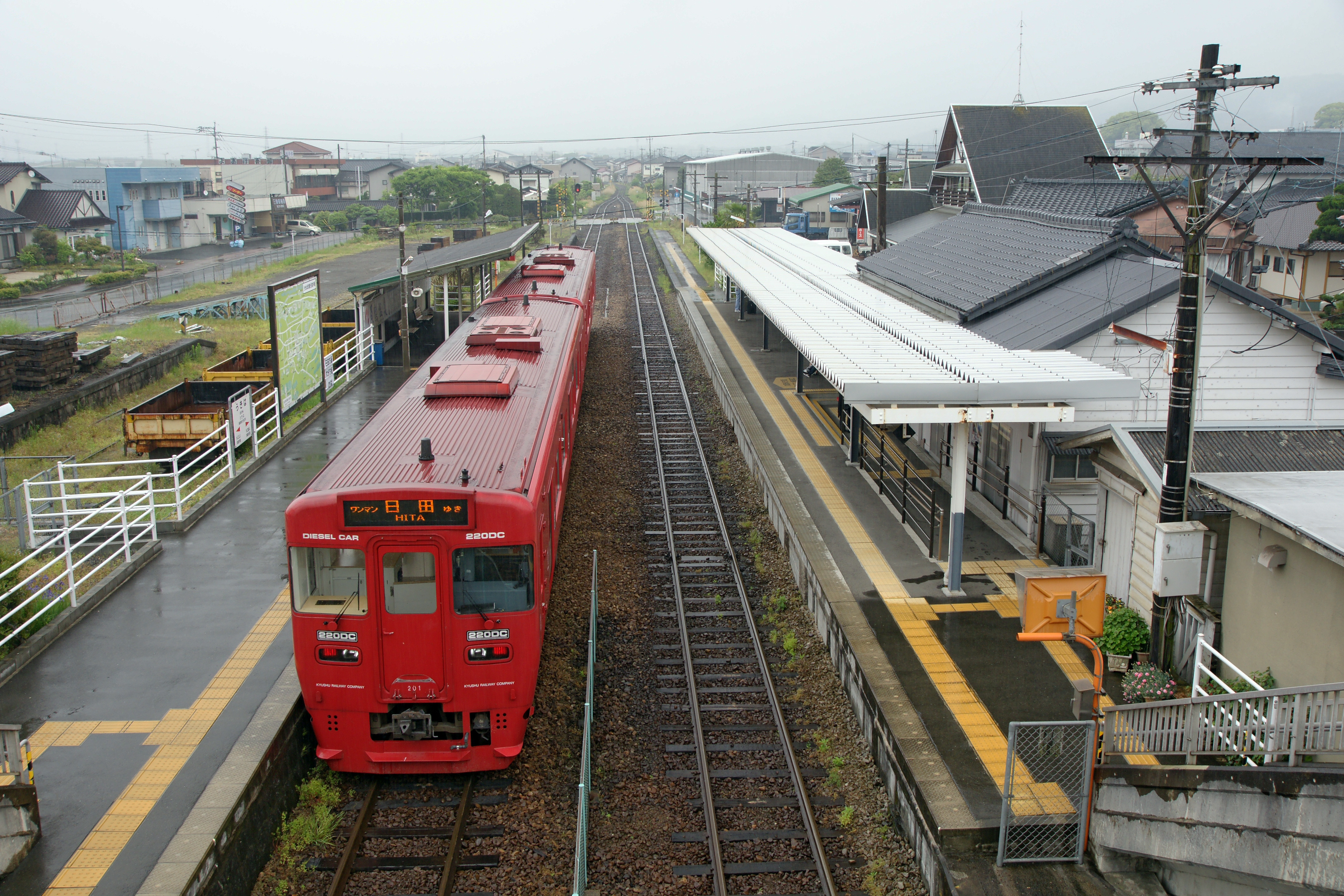
月台（2009年5月）

設有2個側式月台。月台之間設有行人天橋連接，位於向筑後吉井方向的最盡頭。
| 月台 | 路線      | 上下行 | 方向       |
| ---- | --------- | ------ | ---------- |
| 1    | ■久大本線 | 上行   | 久留米方向 |
| 2    | ■久大本線 | 下行   | 日田方向   |

## 歷史
- 1931年7月11日：鐵道省（國有鐵道）筑後千足站（日语：／）啟用[4]。
- 1984年：降為無人車站（後來再次成為有人車站），車站設置跨線橋。
- 1987年4月1日：隨國鐵分割民營化，車站由九州旅客鐵道（JR九州）營運[5][6][7][4]。
- 1990年5月1日：車站改名為浮羽站[4]。
- 2015年4月1日：不再委托JR九州鐵道營業（日语：JR九州鉄道営業）負責車站業務，由業務委託車站變為簡易委託車站。
- 2017年：

- 7月5日：發生2017年7月九州北部暴雨影響使車站暫停營業。
- 7月18日：久大本線浮羽站至光岡站之間重開。

## 使用狀況
JR九州自2016年度起只公佈最多使用量的首300個車站後，本站自2016年度起雖然未能擠身首300位，但由於每天平均使用人數仍超過100人，所以縱然未有顯示實際使用人數，但仍在排行榜後方以「超過100人」的附錄形式收錄。
| 年度 | 一日平均 乘車人次 | 參考資料   |
| ---- | ----------------- | ---------- |
| 2016 | >100              | [ 統計 1 ] |
| 2017 | >100              | [ 統計 2 ] |
| 2018 | >100              | [ 統計 3 ] |
| 2019 | >100              | [ 統計 4 ] |
| 2020 | >100              | [ 統計 5 ] |
| 2021 | >100              | [ 統計 6 ] |
| 2022 | >100              | [ 統計 7 ] |
| 2023 | >100              | [ 統計 8 ] |

## 車站周邊
此站靠近浮羽市浮羽町中心。在JTB時間表中，此站是浮羽市代表車站，但是最接近浮羽市政廳的車站是筑後吉井站。
- 浮羽市政廳浮羽廳舍（舊・浮羽町公所）
- 西農業協同組合（日语：にじ農業協同組合）浮羽分店、浮羽SS（日语：JA-SS）
- 國道210號（日语：国道210号）
- 福岡縣道731號筑後千足停車場線（日语：福岡県道731号筑後千足停車場線） - 連接車站至南邊約150米處的國道210號。在車站改名為，縣道沒有改名。
- 西鐵巴士（日语：西鉄バス久留米・吉井支社） - 中千足巴士站
  - 最接近此站的巴士站是中千足巴士站。而於國道210號向東步行3分鐘可到達「浮羽巴士站（日语：浮羽発着所）」，該處設有巴士路線前往浮羽市南部和朝倉市杷木方向。
- 浮羽巴士 - JR浮羽站巴士站
  - 吉井線停靠此站

## 相鄰車站
九州旅客鐵道
■久大本線
■觀光特急「一六」
惠良 → 浮羽 → 久留米
註1：本站為列車觀光停車站，不設在此乘車。
註2：「金八」號列車為通過站。
■特急「由布」1、6號、「由布院之森」
通過
■特急「由布」2-5號
筑後吉井－浮羽－ 日田
■普通
筑後吉井－浮羽－筑後大石

### 統計資料
1. ↑   (PDF). 九州旅客鉄道. 2017-07-31  [2017-08-02]. （原始内容 (PDF)存档于2017-08-01）.
2. ↑   (PDF). 九州旅客鉄道.   [2019-05-20]. （原始内容 (PDF)存档于2018-07-17）.
3. ↑   (PDF). 九州旅客鉄道.   [2019-07-27]. （原始内容存档 (PDF)于2019-07-12）.
4. ↑   (PDF). 九州旅客鉄道.   [2020-12-26]. （原始内容存档 (PDF)于2020-11-24）.
5. ↑   (PDF). 九州旅客鉄道.   [2021-09-15]. （原始内容存档 (PDF)于2022-02-27）.
6. ↑   (PDF). 九州旅客鉄道.   [2022-08-26]. （原始内容 (PDF)存档于2022-08-26） （日语）.
7. ↑   (PDF).   [2024-12-30]. （原始内容存档 (PDF)于2023-09-06）.
8. ↑  駅別乗車人員上位300駅（2023年度） （页面存档备份，存于），JR九州。

## 外部連結
- JR九州浮羽站（日語）